# Patrik Liljestrand
Patrik Liljestrand (Uddevalla, 25 de enero de 1966) es un exjugador y entrenador de balonmano sueco. Como jugador, fue portero de la selección de balonmano de Suecia, con la que logró la medalla de plata en los Juegos Olímpicos de Barcelona 1992.

## Palmarés

### Como jugador

#### Ystads IF
- Liga sueca de balonmano masculino (1): 1992

## Clubes

### Como jugador
| Club                         | País     | Año         |
| ---------------------------- | -------- | ----------- |
| Ystads IF                    | Suecia   | - 1994      |
| Drammen HK                   | Noruega  | 1994 - 1995 |
| GF Kroppskultur              | Suecia   | 1995 - 1997 |
| IFK Ystad HK                 | Suecia   | 1997 - 2000 |
| Stord IL                     | Noruega  | 2000 - 2002 |
| HSG Nordhorn-Lingen (cedido) | Alemania | 2000 - 2001 |

### Como entrenador
| Club                            | País     | Año         |
| ------------------------------- | -------- | ----------- |
| Drammen HK                      | Noruega  | 2002 - 2003 |
| HSG Nordhorn-Lingen (asistente) | Alemania | 2003 - 2004 |
| TV Emsdetten                    | Alemania | 2004 - 2008 |
| TuS Nettelstedt-Lübbecke        | Alemania | 2008 - 2010 |
| TV Emsdetten                    | Alemania | 2010 - 2013 |
| NMC Górnik Zabrze               | Polonia  | 2013 - 2015 |
| IFK Skövde                      | Suecia   | 2015 - 2018 |
| MKS Kalisz                      | Polonia  | 2018 - Act. |